# 세르베트 타제귈
세르베트 타제귈(튀르키예어: Servet Tazegül, 1988년 9월 26일~)은 튀르키예의 태권도 선수이며, 2012년 하계 올림픽과 세계 태권도 선수권 대회에서 금메달을 획득하였다.
2008년 베이징에서 열린 2008년 하계 올림픽에 -68kg(페더)급에 출전하여 동메달을 획득하였다. 2012년에는 2012년 하계 올림픽에도 태권도 -68kg(페더)급에 참가하였으며 결승전에서 이란의 모함마드 바게리 모타메드를 6-5로 이기며 금메달을 획득하였다. 리우데자네이루에서 열린 자신의 3번째 올림픽인 2016년 하계 올림픽에서는 준결승전과 동메달 결정전에서 패배하며 메달 획득에는 실패하였다.
자국 튀르키예 메르신에서 열린 2013년 지중해 게임에도 참여하였고 동메달을 획득하였다.

## 에피소드
2013년 완공된 메르신의 7500석의 실내 경기장은 그의 영광을 기억하고자 명칭을 세르베트 타제귈 아레나라고 지었다.